# Teodozjusz Tyrnowski
Teodozjusz, imię świeckie nieznane (ur. ? w Wielkim Tyrnowie, zm. 27 listopada 1363) – bułgarski mnich prawosławny, twórca monasteru Narodzenia Matki Bożej w Kilifarewie i pierwszy w Bułgarii nauczyciel hezychazmu.

## Życiorys
Według hagiografii pochodził ze znakomitej rodziny bułgarskiej z Tyrnowa. Od młodości pragnął zostać prawosławnym mnichem, toteż opuścił rodzinę i wstąpił do monaster św. Mikołaja w Arczarze, gdzie złożył wieczyste śluby mnisze przed igumenem Hiobem. Po wielu latach ascetycznego życia powrócił do Tyrnowa i zamieszkał w monasterze Zaśnięcia Matki Bożej. Szybko go jednak opuścił i przeniósł się najpierw do klasztoru w Czerwenie, a następnie do monasteru Matki Bożej w pobliżu Sliwenu.
Dowiedziawszy się o monasterze Paroria w górach Strandża, założonym przez mnicha Grzegorza, udał się do niego i został uczniem duchowym Grzegorza. Następnie powrócił do Tyrnowa i w jego okolicy, w Kilifarewie, założył ok. 1350 monaster Narodzenia Matki Bożej, gdzie nauczał hezychazmu, zdobywając sławę świętego starca. Uczestniczył w polemikach religijnych w Bułgarii, zwalczał herezje bogomilską i warłaamicką.
W 1363 udał się do Konstantynopola, w tym samym roku zmarł.
Uczniem Teodozjusza był Eutymiusz Tyrnowski, mnich, w latach 1375–1393 patriarcha Bułgarii, jeden z najwybitniejszych bułgarskich pisarzy średniowiecznych.
Teodozjusz i założony przez niego monaster pojawiają się na kartach powieści Emiliana Stanewa Antychryst.